# ONE KNIGHT STANDS
『ONE KNIGHT STANDS』（ワン・ナイト・スタンズ）は、山崎まさよし初のライブ・アルバム。2000年9月25日発売。発売元はユニバーサルミュージック。

## 解説
1999年から2000年に行われたライヴツアー「ONE KNIGHT STANDS」のライヴ・テイクから選曲された、初めてのライヴ・アルバム。デビュー5周年記念アルバム仕様の4枚組初回限定盤と、2枚組の通常盤がある（Disc 1、Disc 2の曲目は同じ）。発売日は、1995年9月25日にデビューシングル「月明かりに照らされて」でメジャーデビューして丸5年となる日であった。
折りたたみ型の歌詞シートと、初回限定盤には別冊ブックレットが2冊封入されている。
なお、「ONE KNIGHT STANDS」と銘打ったツアーはこれまでに何度か行われている。特徴としては、通常のライヴツアーのようにバックバンドがおらず、弾き語り中心のライブである。ファンクラブ・イベントの一環で行われたこともあった。なお、CDのほか「ONE KNIGHT STANDS on films」というVHSとDVDも同時に発売された。

## 収録曲
Disc 2収録の「WHAT'D I SAY」とDisc 3収録の「CROSSROADS」を除き、全曲作詞・作曲: 山崎将義

### Disc 1
1. ステレオ (5:25)
2. Fat Mama (4:40)
3. 六月の手紙 (5:04)
4. ある朝の写真 (4:34)
5. 僕はここにいる (4:56)
6. 砂時計 (4:46)
7. 名前のない鳥 (5:41)
8. やわらかい月 (4:53)
9. One more time, One more chance (5:50)
10. ツバメ (4:54)
11. カルテ (5:37)
12. 水のない水槽 (6:16)
13. Passage (5:52)

### Disc 2
1. アレルギーの特効薬 ～ WHAT'D I SAY (6:54)
「WHAT'D I SAY」はレイ・チャールズのシングル曲のカヴァー
2. 月明かりに照らされて (4:45)
3. Ticket to the Paradise (4:52)
4. パンを焼く (7:35)
5. ヤサ男の夢 ～ 昼休み (6:45)
6. 振り向かない (6:10)
7. セロリ (5:42)
8. 審判の日 (6:37)
9. 灯りを消す前に (5:59)

### Disc 3（初回盤限定）
1. ドミノ (5:28)
2. 江古田 (6:07)
3. 心拍数 (5:24)
4. お家へ帰ろう (3:42)
5. 中華料理 (4:25)
6. CROSSROADS (4:13)
ロバート・ジョンソンの楽曲のカヴァー。

### Disc 4（初回盤限定）
1. 明日の風 （Live in MY room） (5:32)
本作品リリース時点での最新シングル曲。サブタイトルのとおり、自宅で録音を行った音源。

## 関連作品
- アレルギーの特効薬 - Disc 2 M-1・2・4
- ステレオ - Disc 1 M-1・10 、Disc 2 M-7
- HOME - Disc 1 M-2・7・9 、Disc 2 M-5・7
- ステレオ2 - Disc 2 M-6
- ドミノ - Disc 1 M-5・12 、Disc 3 M-1
- SHEEP - Disc 1 M-3・4・6・8・11・13 、Disc 2 M-3・8・9
- transition - Disc 4 M-1
- BLUE PERIOD - Disc 1 M-5・8・9・12・13 、Disc 2 M-2・6・7 、Disc 3 M-3・5 、Disc 4 M-1
- OUT OF THE BLUE - Disc 3 M-2・4

## ツアー「ONE KNIGHT STANDS」

### ホール公演
1. 伊参スタジオ (1999.11.14)
2. 山梨県立県民文化ホール (1999.11.16)
3. 茨城県立県民文化センター (1999.11.18)
4. 栗東芸術文化会館さきら (1999.11.21)
5. 和歌山県民文化会館 (1999.11.22)
6. 京都会館第一ホール (1999.11.24)
7. 神戸国際会館こくさいホール (1999.11.26)
8. 舞鶴市総合文化会館 (1999.11.27)
9. 長野県県民文化会館 (1999.11.30)
10. 函館市民会館 (1999.12.02)
11. 室蘭新日鉄体育館 (1999.12.03)
12. 釧路市民文化会館 (1999.12.05)
13. 帯広市民文化ホール (1999.12.06)
14. 旭川市民文化会館 (1999.12.08)
15. 山形県県民会館 (1999.12.10)
16. 秋田県民会館 (1999.12.12)
17. 水沢市文化会館Zホール (1999.12.13)
18. 青森市文化会館 (1999.12.15)
19. 宇都宮市文化会館 (1999.12.17)
20. 千葉県文化会館 (1999.12.19)
21. 長良川国際会議場 (1999.12.21)
22. 四日市市文化会館 (1999.12.22)
23. サンシティ越谷市民ホール (1999.12.27)
24. グリーンホール相模大野 (2000.01.06)
25. 佐賀市文化会館 (2000.01.08)
26. 長崎ブリックホール (2000.01.09)
27. 鹿児島市民文化ホール (2000.01.11)
28. 宮崎市民文化ホール (2000.01.12)
29. 熊本県立劇場演劇ホール (2000.01.14)
30. 大分グランシアタ (2000.01.15)
31. 沖縄コンベンションセンター劇場 (2000.01.18)
32. 沼津市民文化センター (2000.01.22)
33. 浜松市教育文化会館 (2000.01.23)
34. 島根県民会館 (2000.01.26)
35. 倉敷市民会館 (2000.01.28)
36. 高知県民文化ホール (2000.01.31)
37. 鳴門市文化会館 (2000.02.02)
38. 香川県県民ホール (2000.02.03)
39. 松山市民会館 (2000.02.05)
40. 広島厚生年金会館 (2000.02.07)
41. 防府市公会堂 (2000.02.08)
42. 新見文化交流館 (2000.02.10)
43. 佐渡中央文化会館 (2000.02.15)
44. 新潟県民会館 (2000.02.16)
45. 石川厚生年金会館 (2000.02.18)
46. 富山オーバード・ホール (2000.02.19)

### アリーナ公演
1. 北海道立総合体育センター (2000.02.26)
2. 日本武道館 (2000.03.01)
3. 日本武道館 (2000.03.02)
4. マリンメッセ福岡 (2000.03.05)
5. 名古屋レインボーホール (2000.03.10)
6. 宮城県総合体育館 (2000.03.14)
7. 大阪城ホール (2000.03.16)
8. 大阪城ホール (2000.03.17)
9. 広島グリーンアリーナ (2000.03.25)